# Deconvolución
La deconvolución se refiere a las operaciones matemáticas empleadas en restauración de señales para recuperar datos que han sido degradados por un proceso físico que puede describirse mediante la operación inversa a una convolución. Desarrollada por la necesidad de conocer qué es lo que ocurre en un sistema, por vez primera se ve plasmada en el análisis de medidas sísmicas, y encuentra en la actualidad una amplia aplicación en muchos otros campos, tales como el control automático, el filtrado digital de sistemas, los sistemas computacionales a prueba de fallos, etc. 

## Aplicaciones de la deconvolución

### Control Automático
La excitación que se brinda a un sistema, permitirá dar una respuesta de este en un intervalo de tiempo adyacente al de la excitación, ya que sufre un pequeño retardo, al ser procesada y en la mayoría de los casos, transformada de acuerdo a las operaciones que el sistema requiera hacer. El proceso para conocer cómo opera el sistema dada las señales de entrada y salida, se le conoce, como deconvolución; descrito en muchos casos como la función de transferencia.

### Óptica
En dispositivos ópticos 2D (como los telescopios) o 3D (como los microscopios confocales de fluorescencia) la convolución modeliza matemáticamente el proceso de formación de una imagen que sufre degradación por desenfoque y ruido. El desenfoque aparece inevitablemente en el límite de resolución del dispositivo debido a la difracción en las lentes. El ruido es cuando menos ruido fotónico, un término que se refiere a las variaciones de flujo inherentes a las propiedades estadísticas de los fotones. Puede haber otros ruidos superpuestos, pero este es inevitable, sobre todo en los límites de baja intensidad.
La formación de la imagen se puede describir mediante la convolución de la señal original con la función de dispersión de punto (PSF). Esta función no es más que la imagen de un objeto luminoso puntual tal y como se registraría en el dispositivo que, si bien resulta difícil de adquirir, se puede conseguir mediante procedimientos de calibrado o calcular teóricamente. 
En sistemas incoherentes como estos dispositivos (en los que la luz de distintas fuentes no genera interferencias), el proceso de formación de la imagen es lineal, y se puede describir mediante teoría de sistemas lineales. Esto significa que cuando las imágenes de dos objetos A y B se registran simultáneamente, el resultado es equivalente a la suma de sus imágenes registradas independientemente. En otras palabras: la imagen de A no se ve afectada por la de B, y viceversa.
Debido a esta propiedad de linealidad la imagen de cualquier objeto complejo se puede "calcular" cortando el objeto en partes pequeñas, registrando sus imágenes independientemente, y después sumando todos los resultados. Cuando se divide el objeto en partes extremadamente minúsculas, en partículas puntuales de diferentes intensidades, la imagen se puede concebir como la suma de muchas PSF, cada una situada en la posición de cada partícula original y ajustada su intensidad de acuerdo con la del punto correspondiente.
Resumiendo: la formación de la imagen en un dispositivo óptico queda descrita por completo mediante su PSF.
Podemos por lo tanto imaginar que la imagen se forma en el microscopio o en el telescopio reemplazando cada fuente de luz puntual (o al menos de tamaño menor que la resolución del aparato) por su PSF, multiplicada por la intensidad correspondiente. Este proceso se describe matemáticamente con una ecuación de convolución:
{\displaystyle f*g=h}
donde la imagen {\displaystyle h} surge de la convolución de las fuentes reales de luz {\displaystyle f} (el objeto) y la PSF {\displaystyle g}. El operador de convolución {\displaystyle *} implica una integral en todo el espacio:
{\displaystyle h({\vec {x}})=(f*g)({\vec {x}})=\int f({\vec {r}})g({\vec {x}}-{\vec {r}})d^{3}{\vec {r}}}
Se puede interpretar esta ecuación como sigue: la imagen registrada {\displaystyle h({\vec {x}})} se compone de vóxeles (en el caso general tridimensional) o de píxeles (en el caso 2D de la imagen de un telescopio) situados en diversas coordenadas {\displaystyle {\vec {x}}=(x,y,z)}. La intensidad registrada en cada vóxel se debe a las distintas contribuciones de todos los puntos luminosos del objeto {\displaystyle f}, estando ponderadas sus intensidades por la PSF {\displaystyle g} en función de la distancia al punto considerado. Cuanto más lejos esté la fuente luminosa, menor será su contribución a la intensidad registrada localmente.
En la realidad la situación es algo más compleja: si tenemos en cuenta el ruido, la formación de la imagen se expresa mediante 
{\displaystyle (f*g)+\epsilon =h}
en donde {\displaystyle \epsilon } es el ruido que se introduce en la imagen registrada. 
Si la convolución implica reemplazar cada fuente luminosa puntual original por su correspondiente PSF para producir una imagen borrosa, el proceso de restauración sigue el camino inverso, recolectando toda la luz dispersa y poniéndola en su sitio original de nuevo. Esto produce una mejor representación del objeto real, más clara a nuestros ojos.
En términos matemáticos, la deconvolución es simplemente la resolución de la ecuación de convolución anterior, donde conocidas la imagen convolucionada {\displaystyle h} y la PSF {\displaystyle g}, más un modelo físico del ruido {\displaystyle \epsilon }, se obtendría la distribución de luz original {\displaystyle f}. Pero la resolución de esta ecuación puede ser un complejo problema inverso en la práctica, debido a una dificultosa estimación de la PSF o a los efectos del ruido. Para ello se suelen emplear algoritmos iterativos, como el de estimación de máxima verosimilitud en microscopía, o la deconvolución ciega en astronomía, que sucesivamente van mejorando una estimación inicial del objeto real hasta alcanzar cierto criterio de calidad preestablecido.